# San Giuda Taddeo ai Cessati Spiriti
San Giuda Taddeo ai Cessati Spiriti, atualmente conhecida como San Giuda Taddeo, Apostolo, é uma igreja de Roma localizada na Via Amedeo Crivellucci, 3, no quartiere Appio-Latino, com a entrada principal no Largo Pietro Tacchi Venturi. É dedicada a São Judas Tadeu.

## História
Esta igreja foi projetada pelos arquitetos Giuseppe Forti e Roberto Spaccasassi. É sede de uma paróquia criada em 18 de maio de 1960 através do decreto "Neminem sane" do cardeal-vigário Clemente Micara. Em 2012, sua denominação foi alterada para "San Giuda Taddeo, Apostolo".

## Descrição
Por ocasião do Jubileu de 2000, a Diocese de Roma encomendou ao artista Oliviero Rainaldi algumas obras para a igreja, incluindo a decoração da abside com uma obra em mosaico e baixo-relevo em gesso representando uma passagem do Apocalipse (capítulos 7 a 9), um alto-relevo em gesso e latão representando a "Última Ceia", um baixo-relevo em gesso com cerca de 50 m² representando "Jesus Ressuscitado" e uma estátua em gesso da "Virgem com o Menino" com 27 cm de altura. Ao lado do altar está uma outra estátua, do apóstolo São Judas Tadeu segurando nas mãos um pano com o rosto de Jesus.
Na cantoria, apoiada na contrafachada, está um órgão de tubos construído em 1950 por Zarantonello e instalado em 2016 por Giuseppe Ponzani.